# Бегин (танец)
Бегин (исп. beguine) — латиноамериканский танец (предположительно с о. Мартиника). Музыкальный размер — 4/4, темп умеренный. Имеет некоторые черты сходства с танго и румбой.
В 1930-е годы стал известен благодаря мюзиклу Коула Портера «Jubilee» (1935), один из номеров которого «Begin the Beguine» приобрел в США и Европе большую популярность. Пьеса впервые была записана на пластинку оркестром под управлением Шавьера Кугата (1935), особенно популярной стала после записи оркестром Арти Шоу (1938). Мелодия вошла в антологию джазовых тем.